# Claude Choules
Claude Stanley Choules (ur. 3 marca 1901 w Pershore, zm. 5 maja 2011 w Perth) – brytyjski marynarz, weteran I wojny światowej.
W momencie poprzedzającym śmierć był jednym z dwóch ostatnich żyjących weteranów I wojny światowej obok Florence Green, ostatnim weteranem czynnie uczestniczącym w walkach, ostatnim żyjącym świadkiem wojskowym samozatopienia floty niemieckiej w Scapa Flow. Był ostatnim weteranem obu wojen światowych, a także ostatnim marynarzem pierwszej wojny światowej. Był także ostatnim żyjącym mężczyzną weteranem I wojny światowej i ostatnim weteranem mieszkającym w Australii. W chwili śmierci był też trzecim najstarszym zweryfikowanym weteranem wojny na świecie oraz najstarszym żyjącym człowiekiem mieszkającym w Australii i jednym z 7 najstarszych mężczyzn na świecie. Po śmierci Stanley Lucasa 21 czerwca 2010 był najstarszym, mężczyzną urodzonym w Wielkiej Brytanii. 
W 1917 roku wstąpił do brytyjskiej marynarki wojennej i podczas ostatnich miesięcy I wojny światowej służył na pancerniku HMS „Revenge”. Później wyemigrował do Australii i przez ponad 40 lat pełnił służbę w marynarce wojennej tego kraju.
W wieku 108 lat wydał autobiografię. Zmarł w domu opieki.